# Barça TV
Barça TV fue un canal de televisión español de ámbito internacional, propiedad del Fútbol Club Barcelona. Era el medio televisivo oficial del club y contaba con dos versiones en español y catalán. En España emitía a nivel nacional, a través de la plataformas Movistar+, Vodafone TV y Orange TV, además de en un canal TDT autonómico para Cataluña.
El 30 de junio del 2023 emitió su última emisión del canal arrastrado por los problemas económicos del club blaugrana.
Al cierre parte de su programación migró a Esport3.

## Historia
«Barça TV» comenzó sus emisiones el 16 de septiembre de 1996. Finalizó sus emisiones el 30 de junio de 2023 debido a la difícil situación económica que atraviesa el FC Barcelona.

### Producción
El canal fue puesto en marcha por la productora audiovisual Telefónica Sports, quien gestionó el canal hasta el 1 de febrero de 2004, fecha en la que el club adquiere sus derechos. Debido al excesivo coste que le suponía al club el mantenimiento del canal, pasó a ser operado por Mediapro el 13 de octubre de 2011. Cuatro años después, el 1 de julio de 2015, el canal pasó a ser operado y producido por Telefónica, merced a un acuerdo global suscrito con la multinacional. Desde el 1 de julio de 2019, es de nuevo el club, a través de su propia productora «Barça Studios», la gestora y productora del canal.
El canal se produce íntegramente en catalán (desde el 13 de diciembre de 2008, emite en abierto para Cataluña a través de un canal autonómico TDT), emitiéndose en español en las plataformas de pago del país, al disponer de un canal de audio que traduce simultáneamente toda la programación. En cuanto al formato, el canal emite en panorámico (16:9), desde el 27 de julio de 2010 y en alta definición, desde el 12 de julio de 2019.

Cierre del canal
El 30 de junio de 2023 dio final al canal de televisión español, cerró sus emisiones debido a la difícil situación económica del club. Desde su lanzamiento el 16 de septiembre de 1996, Barça TV se había convertido en una fuente esencial de contenido exclusivo para los seguidores del equipo, transmitiendo en español y catalán.
El canal se despidió con un emotivo video que repasó momentos icónicos y agradeció a sus fieles espectadores. A pesar del cierre, parte de la programación migró a Esport3, permitiendo a los aficionados seguir disfrutando de algunos programas favoritos.
https://www.youtube.com/watch?v=F5t7BwGPFYY    (video de despedida del canal)

## Programación actual
Programas en antena
| - «El marcador» - «Seguimos en juego» - «Barça Noticias» - «Hora B» - «Recuerda Míster» | - «+ Club» - «Som-Hi Palau!» - «Estación Camp Nou» - «Quina Penya!» - «Porta 104» |

Y "El Barça en juego", que retransmite los partidos del primer equipo (con J. Marcet, alias "COMPTE!")